# São Paulo de Olivença Airport
São Paulo de Olivença Airport är en flygplats i Brasilien.   Den ligger i kommunen São Paulo de Olivença och delstaten Amazonas, i den västra delen av landet, 2 700 km nordväst om huvudstaden Brasília. São Paulo de Olivença Airport ligger 81 meter över havet. Den ligger vid sjön Lago de Praia Grande.
Terrängen runt São Paulo de Olivença Airport är platt. Trakten runt São Paulo de Olivença Airport är nära nog obefolkad, med mindre än två invånare per kvadratkilometer.. Närmaste större samhälle är São Paulo de Olivença, 11,0 km nordost om São Paulo de Olivença Airport.
I omgivningarna runt São Paulo de Olivença Airport växer i huvudsak städsegrön lövskog.